# Maxillaria kegelii
Maxillaria kegelii är en orkidéart som beskrevs av Heinrich Gustav Reichenbach. Maxillaria kegelii ingår i släktet Maxillaria och familjen orkidéer. Inga underarter finns listade i Catalogue of Life.